# Movin' Out (EP)
Movin' Out es el décimo extended play (EP) del elenco de la serie de televisión estadounidense Glee. Contiene siete canciones interpretadas durante el episodio de la quinta temporada de la serie de Movin' Out. Estuvo disponible en ITunes a partir del 19 de noviembre de 2013.

## Lista de canciones
| Movin' Out |                               |              |          |  |
| N.º        | Título                        | Escritor(es) | Duración |  |
| 1.         | «Movin' Out (Anthony's Song)» |              | 3:09     |  |
| 2.         | «Piano Man»                   |              | 3:15     |  |
| 3.         | «My Life»                     |              | 3:33     |  |
| 4.         | «Honesty»                     |              | 3:09     |  |
| 5.         | «An Innocent Man»             |              | 3:41     |  |
| 6.         | «Just the Way You Are»        |              | 2:50     |  |
| 7.         | «You May Be Right»            |              | 3:30     |  |